# Teresa Truesdale
Teresa Truesdale ist eine US-amerikanische ehemalige Schauspielerin und Synchronsprecherin.

## Leben
Truesdale spricht neben Englisch auch fließend Spanisch. 1987 gab sie im Slasher-Horrorfilm Aerobicide in der Rolle der Rachael McClee ihr Filmschauspieldebüt. Im selben Jahr wirkte sie in der Rolle der Summer im Film Danger Zone – Zone des Todes mit. 1991 spielte sie in einer Episode der Fernsehserie Hunter die Rolle der Doreen. 1994 spielte sie die größere Rolle der Kate im Lifetime Television Fernsehfilm Bittersüsse Vergeltung. In den 1990er Jahren folgten verschiedene Episodenrollen in den Fernsehserien Palm Beach-Duo und Malcolm & Eddie. 1995 stellte sie im Fernsehfilm Blutschwestern eine Krankenschwester dar und hatte im selben Jahr eine Nebenrolle im Spielfilm It’s in the Bag inne. Zuletzt war sie 2001 als Episodendarstellerin in der Fernsehserie Black Scorpion tätig.

## Filmografie (Auswahl)
- 1987: Aerobicide (Killer Workout)
- 1987: Danger Zone – Zone des Todes (Danger Zone)
- 1991: Hunter (Fernsehserie, Episode 7x21)
- 1994: Bittersüsse Vergeltung (Bitter Vengeance, Fernsehfilm)
- 1994; 1997: Palm Beach-Duo (Silk Stalkings, Fernsehserie, 2 Episoden, verschiedene Rollen)
- 1995: Blutschwestern (As Good as Dead, Fernsehfilm)
- 1995: It’s in the Bag
- 1998: Malcolm & Eddie (Fernsehserie, Episode 3x05)
- 2001: Black Scorpion (Fernsehserie, Episode 1x10)